# 舊拜薩主教座堂

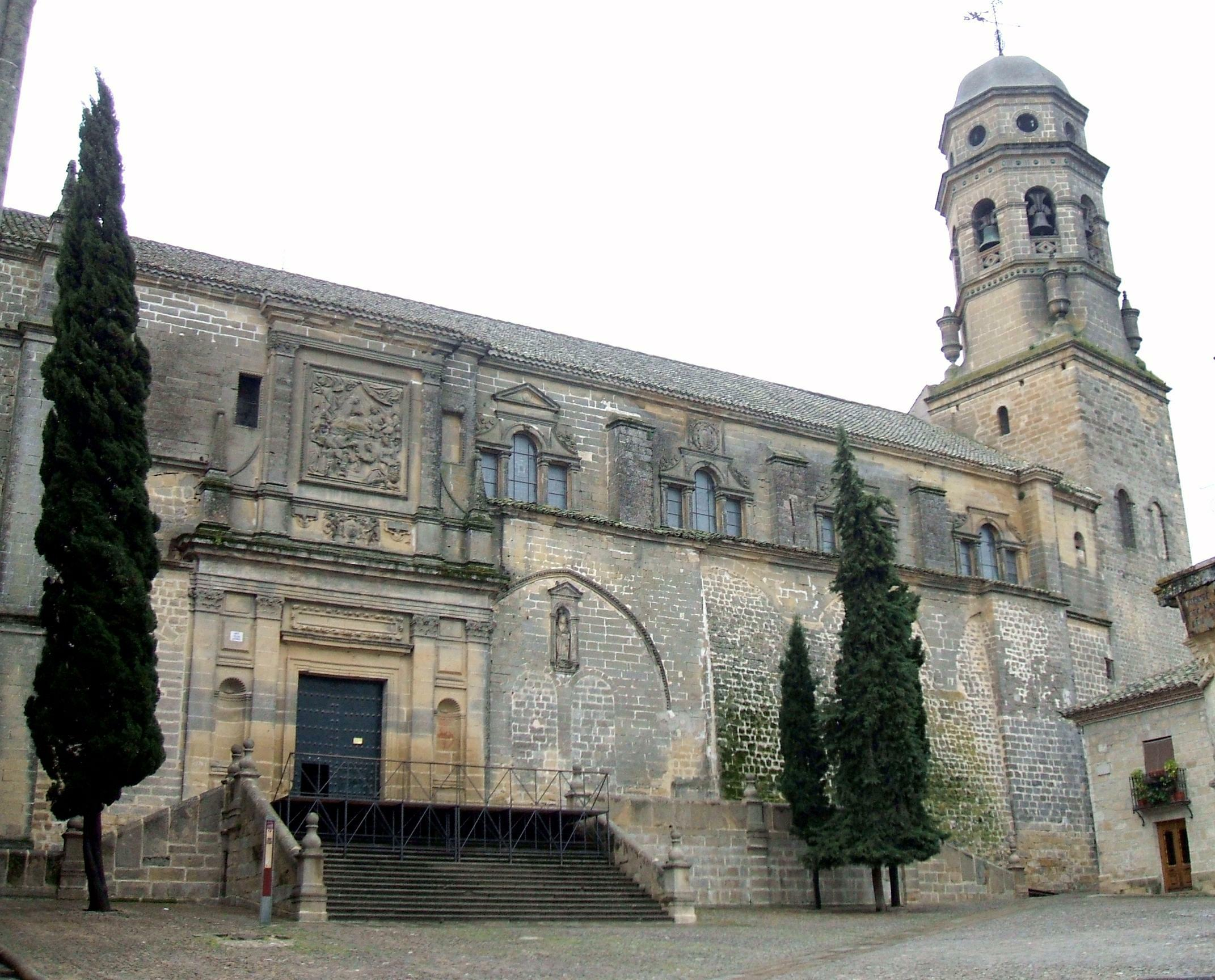
舊拜薩主教座堂

舊拜薩主教座堂（西班牙語：Catedral de Baeza）是西班牙南部安達盧西亞自治區城市拜薩的一座羅馬天主教教堂。該教堂曾是拜薩教區的主教座堂。該教堂也被列入世界文化遺產。